# Championnat National 3
El Campeonato Francés Nacional 3 (en francés:Championnat de France National 3) —conocido como National 3— es una competición francesa de fútbol. Es el quinto nivel del sistema de ligas de fútbol de Francia, detrás de Ligue 1, la Ligue 2, la Nacional 1 y el Nacional 2. Entre 1998 y 2017 fue llamada Championnat de France amateur 2 de football, abreviado CFA 2. Los clubes de la National 3 participan en la Copa de Francia. El campeonato reúne en promedio a 400 espectadores por partido.

## Competición
La categoría se distribuye en 11 grupos de 14 equipos (154 clubes en total), divididos en diferentes grupos regionales, según la reforma territorial de 2015.
En total 11 clubes, los primeros en cada grupo, son promovidos a Nacional 2 al final de la temporada. Sin embargo, si un club del National 2 es relegado administrativamente a National 3 (por decisión de la DNCG, por ejemplo), no es otro club de National 3 el que lo remplaza, sino el mejor 14.º en National 2 que no descendería.
Si el número de promociones de National 3 a National 2 es constante (una promoción por grupo), el número de descensos del National 3 a Regional 1 es variable por las plazas que disponen estos equipos. Así, si varios equipos que juegan en la National 2 que pertenecen a la misma región descienden, ellos deberán ir directamente a su grupo correspondiente en esta categoría, por lo tanto, los últimos equipos posicionados deberán descender para mantener la misma cantidad de equipos por grupo. Es por ello que puede haber 3 o hasta 4 descensos en un grupo, mientras solo existen 2 descensos en otros grupos en una misma temporada. 
La mayoría de los jugadores de National 3 practican fútbol a tiempo completo y son remunerados legalmente gracias a un contrato federal, obligatorio en National 3. Sin embargo, los jugadores no disfrutan de los beneficios del estatus profesional: no tienen derecho a la jubilación y salario mínimo equivalente a los jugadores profesionales; la ley considera que no son completamente "profesionales", sino "aficionados" o "semi-profesionales".

## Equipos participantes para la temporada 2024-25
| Pos.    | Descendidos de Championnat National 2                                                           |
| ------- | ----------------------------------------------------------------------------------------------- |
| Grupo A | FC Bourgoin-Jallieu FC Chamalières Olympique d'Alès Thonon Évian Grand Genève FC Toulouse FC II |
| Grupo B | Angers SCO II Avoine OCC SO Romorantin Trélissac FC                                             |
| Grupo C | AF Virois EA Guingamp II FC Borgo FC Lorient II Racing CFF                                      |
| Grupo D | AJ Auxerre II Olympique Saint-Quentin Racing Besançon SR Colmar UF Mâconnais                    |

| Pos.                                               | Ascendidos de las diferentes ligas Régional 1 |
| -------------------------------------------------- | --------------------------------------------- |
| Regional Pays de la Loire                          | ESOF Vendée La Roche-sur-Yon                  |
| Regional Occitania                                 | USS Aigues-Mortes                             |
| Regional Isla de Francia                           | US Torcy PVM                                  |
| Regional Auvernia-Ródano-Alpes                     | AC Seyssinet                                  |
| Regional Borgoña-Franco Condado                    | FC Montceau                                   |
| Regional Bretaña                                   | OC Cesson                                     |
| Regional Centro-Valle de Loira                     | C' Chartres Football                          |
| Regional Corcéga                                   | Sud FC                                        |
| Regional Gran Este Alsacia-Lorena-Champaña-Ardenas | Sarreguemines FC                              |
| Regional Alta Francia                              | RC Calais                                     |
| Regional Normandía                                 | Grand-Quevilly FC                             |
| Regional Nueva Aquitania                           | FC Bassin d'Arcachon                          |
| 'Regional Mediterráneo                             | Villefranche SJB FC                           |

### Grupo A (Córcega-Mediterraneo)
| Club                              | Ciudad              | Estadio                        | Aforo  |
| --------------------------------- | ------------------- | ------------------------------ | ------ |
| AS Béziers                        | Béziers             | Parc des Sports de Sauclières  | 2600   |
| AS Cagnes-Le Cros                 | Cagnes-sur-Mer      | Stade Pierre Sauvaigo          |        |
| Entente Saint-Clément Montferrier | Montferrier-sur-Lez | Stade Ernest Brousse           |        |
| Entente UGA Ardziv                | Marseille           | Stade Sévan                    | 2000   |
| ES Cannet-Rocheville              | Le Cannet           | Stade Maillan                  | 2000   |
| ES Fosséenne                      | Fos-sur-Mer         | Stade Parsemain                | 12500  |
| FC Rousset SVO                    | Rousset             | Complexe de la Plaine Sportive | 1499   |
| GC Lucciana                       | Lucciana            | Stade Charles Galletti         | 1500   |
| Istres FC                         | Istres              | Stade Parsemain                | 12 500 |
| Montpellier HSC II                | Montpellier         | Centre Bernard-Gasset          | 2000   |
| Olympique de Marseille II         | Marseille           | OM Campus                      | 1900   |
| RCO Agde                          | Agde                | Stade Louis-Sanguin            | 3500   |
| Stade Beaucairois 30              | Beaucaire           | Stade Philibert-Schneider      | 2000   |
| USC Corte                         | Corte               | Stade Santos Manfredi          | 2000   |

### Grupo B (Nueva Aquitania-Occitania)
| Club                         | Ciudad              | Estadio                      | Aforo |
| ---------------------------- | ------------------- | ---------------------------- | ----- |
| Aviron Bayonnais             | Bayona              | Stade Didier Deschamps       | 3500  |
| Blagnac FC                   | Blagnac             | Complexe Sportif d´Andromede |       |
| Canet-Roussillon FC          | Canet-en-Roussillon | Stade Saint-Michel           |       |
| FC Albères Argelès           | Argelès-sur-Mer     | Stade Éric-Cantona           | 1500  |
| Girondins de Bordeaux II     | Bordeaux            | Stade Stéhélin               | 1000  |
| Les Genêts d'Anglet          | Anglet              | Stade Saint-Jean             | 1500  |
| Onet-le-Château Football     | Onet-le-Château     | Stade Georges Beyney         | 0     |
| Pau FC II                    | Pau                 | Stade du Hameau              | 0     |
| Saint-Paul Sport             | Saint-Paul-les-Dax  | Plaine des Sports            |       |
| Stade Bordelais              | Bourdeaux           | Stade Sainte-Germaine        | 7000  |
| US Castanéenne               | Castanet-Tolosan    | Complexe sportif de Lautard  | 1000  |
| US Colomiers                 | Colomiers           | Complexe Sportif Capitany    | 1500  |
| US Lège-Cap-Ferret           | Lège-Cap-Ferret     | Stade Louis Goubet           | 1500  |
| Union St Ès Espoir Perpignan | Saint-Esteve        | Stade des Aloes              |       |

### Grupo C (Centro-Valle del Loira)
| Club                     | Ciudad                | Estadio                         | Aforo  |
| ------------------------ | --------------------- | ------------------------------- | ------ |
| AS Panazol               | Panazol               | Stade de Morpiénas              | -      |
| Bourges Foot 18 II       | Bourges               | Stade Jacques-Rimbault          | 7500   |
| Chambray FC              | Chambray-lès-Tours    | Stade du Breuil                 | -      |
| ES Moulon Bourges        | Bourges               | Stade Jacques-Rimbault (Annexe) | -      |
| FC Montlouis             | Montlouis-sur-Loire   | Stade Eugène Cholet             | 1000   |
| FC Ouest Tourangeau      | Ballan-Miré           | Complexe sportif de la Haye     | 2000   |
| LB Châteauroux II        | Châteauroux           | Stade Claude Jamet              | 1800   |
| SO Châtellerault         | Châtellerault         | Stade de la Montée-Rouge        | 4800   |
| Stade Poitevin FC        | Poitiers              | Stade Michel-Amand              | 12 000 |
| Tours FC                 | Tours                 | Stade de la Vallée du Cher      | 10 128 |
| US Châteauneuf-sur-Loire | Châteauneuf-sur-Loire | Stade du Lièvre d'Or            | 4000   |
| US Chauvigny             | Chauvigny             | Stade Gilbert Arnault           | 2000   |
| Vierzon FC               | Vierzon               | Stade Brouhot                   | 1500   |
| Vineuil SF               | Vineuil               | Stade municipal                 | -      |

### Grupo D (País del Loira)
| Club                     | Ciudad                       | Estadio                       | Aforo |
| ------------------------ | ---------------------------- | ----------------------------- | ----- |
| AS La Châtaigneraie      | La Châtaigneraie             | Stade Claude Bétard           | 1500  |
| Ancienne Château-Gontier | Château-Gontier              | Stade du Pavé                 | 400   |
| FC Challans              | Challans                     | Stade Jean Léveillé           | 500   |
| FC Chauray               | Chauray                      | Stade municipal               | -     |
| FC Nantes II             | Nantes                       | Stade Marcel-Saupin           | 1880  |
| Les Sables FCOC          | Les Sables-d'Olonne          | Stade Albert Robin            | 280   |
| Sablé FC                 | Sablé-sur-Sarthe             | Stade Rémy Lambert            | 1500  |
| Saint-Nazaire AF         | Saint-Nazaire                | Stade Léo Lagrange            | 0     |
| Stade Lavallois II       | Laval                        | Stade des Gandonnières        | 1000  |
| US Philibertine          | Saint-Philbert-de-Grand-Lieu | Complexe Sportif des Chevrets | 1000  |
| USSA Vertou              | Vertou                       | Stade des Échalonnières       | 3500  |
| Vendée Fontenay Foot     | Fontenay-le-Comte            | Stade Emmanuel-Murzeau        | 3500  |
| Vendée Poiré Football    | Le Poiré-sur-Vie             | Stade de l'Idonnière          | 4600  |

### Grupo E (Bretaña)
| Club                 | Ciudad             | Estadio                            | Aforo |
| -------------------- | ------------------ | ---------------------------------- | ----- |
| AS Vitré             | Vitré              | Stade municipal                    | 2500  |
| CPB Bréquigny        | Rennes             | Complexe sportif de Bréquigny      | -     |
| GSI Pontivy          | Pontivy            | Stade du Faubourg de Verdun        | 3200  |
| Lannion FC           | Lannion            | Stade René Guillou                 | 1500  |
| PD Ergué-Gabéric     | Ergué-Gabéric      | Stade de Lestonan                  | -     |
| SC Locminé           | Locminé            | Stade du Pigeon Blanc              | 2350  |
| Saint-Pierre Milizac | Milizac-Guipronvel | Stade Pen Ar Guear                 | 2000  |
| Stade Briochin II    | Saint-Brieuc       | Stade Fred-Aubert                  | 3229  |
| Stade Plabennécois   | Plabennec          | Stade de Kervéguen                 | 3000  |
| Stade Pontivyen      | Pontivy            | Stade du Faubourg de Verdun        | 3200  |
| Stade Rennais FC II  | Rennes             | Centre d'entraînement Henri-Guérin | 1500  |
| TA Rennes            | Rennes             | Stade Roger Salengro               | 3000  |
| US Fougères          | Fougères           | Stade Charles Berthelot            | 1000  |
| Vannes OC            | Vannes             | Stade de la Rabine                 | 11415 |

### Grupo F (Normandía)
| Club                           | Ciudad                  | Estadio                          | Aforo |
| ------------------------------ | ----------------------- | -------------------------------- | ----- |
| AG Caen                        | Caen                    | Stade de Venoix - Claude-Mercier | 3500  |
| AS Chatou                      | Chatou                  | Stade Charles Finaltéri          | 300   |
| AS Villers-Houlgate            | Villers-sur-Mer         | Stade André Salesse              | -     |
| ASPTT Caen                     | Caen                    | Stade Maurice Fouque             | -     |
| CMS Oissel                     | Oissel                  | Stade Marcel-Billard             | 4000  |
| FC Dieppois                    | Dieppe                  | Stade Jean Dasnias               | 3100  |
| FC Flers                       | Flers                   | Stade du Hazé                    | -     |
| FC Saint-Lô Manche             | Saint-Lô                | Stade Louis-Villemer             | 5000  |
| Le Havre AC II                 | Le Havre                | Stade de la Cavée verte          | 1000  |
| OFC Les Mureaux                | Les Mureaux             | Stade Léo Lagrange               | 1500  |
| US Quevilly-Rouen Métropole II | Le Petit-Quevilly       | Stade Michel Mutel               | 2500  |
| SM Caen II                     | Caen                    | Stade de Venoix (Annexe)         | 1000  |
| SU Dives-Cabourg               | Dives-sur-Mer & Cabourg | Stade Heurtematte                | 2000  |
| US Alençonnaise                | Alençon                 | Stade Jacques-Fould              | 1500  |

### Grupo G (Alta Francia)
| Club                   | Ciudad               | Estadio                     | Aforo |
| ---------------------- | -------------------- | --------------------------- | ----- |
| AFC Compiègne          | Compiègne            | Stade Paul-Cosyns           | 2500  |
| AS Saint-Ouen-l'Aumône | Saint-Ouen-l'Aumône  | Parc des sports             | 1000  |
| Entente SSG            | Saint-Gratien        | Stade Michel-Hidalgo        | 3035  |
| IC Croix               | Croix                | Stade Henri-Seigneur        | 2000  |
| JA Drancy              | Drancy               | Stade Charles-Sage          | 2500  |
| LOSC Lille II          | Lille                | Domaine de Luchin           | 500   |
| Olympique Marcquois    | Marcq-en-Barœul      | Stade Georges Niquet        | 2500  |
| RC Lens II             | Lens                 | Stade François Blin (Avion) | 5228  |
| Saint-Amand FC         | Saint-Amand-les-Eaux | Stade municipal             | -     |
| US Chantilly           | Chantilly            | Stade des Bourgognes        | 2400  |
| US Le Pays du Valois   | Betz                 | Stade François Brisset      | -     |
| US Pays de Cassel      | Noordpeene           | Stade Joseph Duvet          | -     |
| US Vimy                | Vimy                 | Stade de la Mine            | 2000  |
| Valenciennes FC II     | Valenciennes         | Centre de formation VAFC    | 1500  |

### Grupo H (Paris-Isla de Francia)
| Club                    | Ciudad                    | Estadio                 | Aforo |
| ----------------------- | ------------------------- | ----------------------- | ----- |
| AC Ajaccio II           | Ajaccio                   | Stade François-Coty     | 1000  |
| CA Vitry                | Vitry-sur-Seine           | Stade Roger Couderc     | 0     |
| CS Brétigny             | Brétigny-sur-Orge         | Stade Auguste-Delaune   | 2000  |
| CS Mainvilliers         | Mainvilliers              | Stade Bernard Maroquin  | -     |
| ESA Linas-Montlhéry     | Montlhéry                 | Stade Paul Desgouillons | 1000  |
| FC Balagne              | L'Île-Rousse              | Stade Jacques Ambroggi  | 1500  |
| Montrouge FC 92         | Montrouge                 | Stade Jean Lezer        | 0     |
| Sainte-Geneviève FC     | Sainte-Geneviève-des-Bois | Stade Léo Lagrange      | 1500  |
| SC Bastia II            | Bastia                    | Stade de Volpajo        | -     |
| SFC Neuilly-sur-Marne   | Neuilly-sur-Marne         | Stade Georges Foulon    | 361   |
| US Ivry                 | Ivry-sur-Seine            | Stade de Clerville      | 2000  |
| US Lusitanos Saint-Maur | Saint-Maur-des-Fossés     | Stade Adolphe-Chéron    | 3500  |
| US Orléans II           | Orléans                   | Stade Marcel-Garcin     | 1740  |
| USM Saran               | Saran                     | Stade Jacques Mazzuca   | 1500  |